# Martersteigstraße (Köln)
In Köln in Stadtteil Seeberg im Verwaltungsbezirk Chorweiler wurde 1968 eine Straße nach dem Regisseur, Schriftsteller, Theaterschauspieler Max Martersteig benannt, die Martersteigstraße. Sie beginnt am Mataréweg und endet an der Riphahnstraße. 
Martersteig war in Weimar geboren und in Köln gestorben. Auch in Weimar gibt es zu seinen Ehren eine Martersteigstraße.
Die Martersteigstraße ist Teil des Wohngebietes Seeberg-Siedlung Nord Choweiler, das von dem Architekten der Moderne Gottfried Böhm entworfen wurde. 
siehe Liste der Bauwerke von Gottfried Böhm